# Mecynidis dentipalpis
Mecynidis dentipalpis är en spindelart som beskrevs av Simon 1894. Mecynidis dentipalpis ingår i släktet Mecynidis och familjen täckvävarspindlar. Inga underarter finns listade i Catalogue of Life.